# Tind
Tind est une localité du comté de Nordland, en Norvège.

## Géographie
Administrativement, Tind fait partie de la kommune de Moskenes.